# 小江駅
小江駅（おええき）は、長崎県諫早市高来町上与にある、九州旅客鉄道（JR九州）長崎本線の駅である。

## 歴史
- 1934年（昭和9年）3月24日：鉄道省の駅として開設[2]。
- 1962年（昭和37年）2月15日：貨物取扱廃止[2]。
- 1972年（昭和47年）2月10日：荷物扱い廃止[2][4]。無人駅化[3]。
- 1977年（昭和52年）3月：アルミパネル造平屋建て簡易駅舎に改築[5][6]。
- 1987年（昭和62年）4月1日：国鉄分割民営化によりJR九州に移管[2]。
- 2022年（令和4年）9月23日：当駅を含め、肥前浜駅 - 長崎駅間が非電化となる。

## 駅構造
島式ホーム1面2線を有する地上駅。待合室とホームは跨線橋で連絡している。上り線を通過線とする1線スルー配線構造になっている。ホームはかなり狭く、しかもカーブしている。
無人駅であるが、自動券売機が設置されている。
簡易駅舎に改築された当時は便所が設けられていたが、現在は閉鎖されている。

### のりば
| のりば | 路線      | 方向 | 行先           |
| ------ | --------- | ---- | -------------- |
| 1・2   | ■長崎本線 | 下り | 諫早・長崎方面 |
| 1・2   | ■長崎本線 | 上り | 江北方面       |

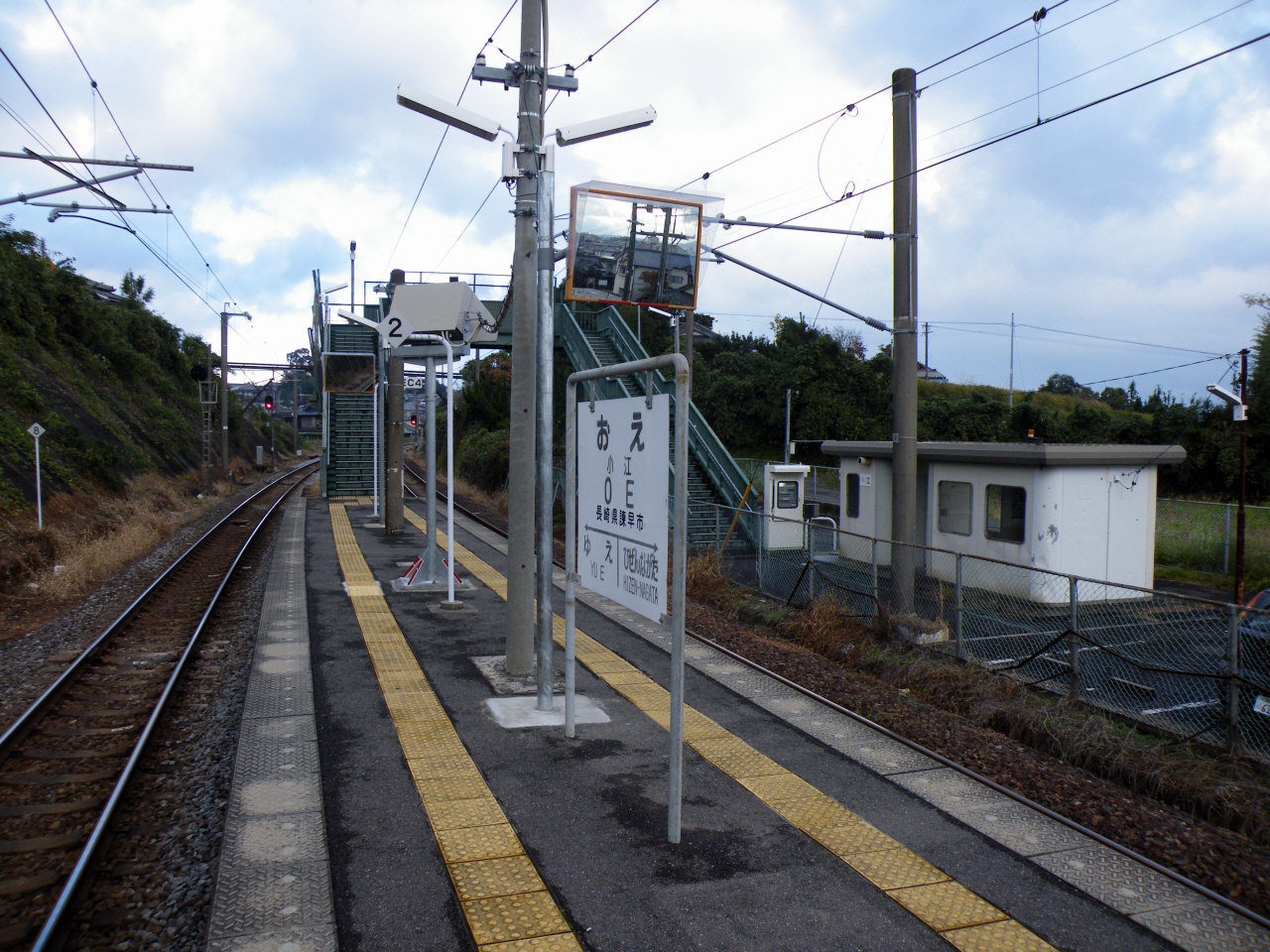
駅名標とホーム（2008年11月）

## 利用状況
- 2010年度の1日平均乗車人員は212人である[7]。
- 2017年度分から非公表。

| 乗車人員推移 | 乗車人員推移 |
| 年度         | 1日平均人数  |
| ------------ | ------------ |
| 2000         | 153          |
| 2001         | 154          |
| 2002         | 166          |
| 2003         | 175          |
| 2004         | 180          |
| 2005         | 191          |
| 2006         | 200          |
| 2007         | 199          |
| 2008         | 218          |
| 2009         | 210          |
| 2010         | 212          |
| 2011         | 186          |
| 2012         | 169          |
| 2013         | 158          |
| 2014         | 145          |
| 2015         | 129          |
| 2016         | 120          |

## 駅周辺
駅の南は有明海。海沿いを国道207号が走る。
- 諫早市役所小江深海出張所
- 諫早市立高来西小学校
- 深海郵便局
- 長崎県交通局（県営バス）小江駅前停留所 - 駅から徒歩7分。

## その他
- 小江駅[oe]は、[ao]の粟生駅や[oe]の大江駅や[ii]の飯井駅や[ei]の頴娃駅と共に、ヘボン式ローマ字表記で駅名が最短である。なお音節数で最短なのは津駅である（訓令式ローマ字であれば、津もtuと表され、同数一位となる）。

## 隣の駅
九州旅客鉄道（JR九州）
■長崎本線
湯江駅 - 小江駅 - 肥前長田駅